# 床波浩
床波 浩（とこなみ ひろし、1956年 - ）は、日本の実業家。株式会社ビットウェイブ創業者。

## 著書
- Macintosh入門 128の法則（光栄、1994年。ISBN 4-87719-082-1）

## 出演
- マネーの虎（日本テレビ）